# San Martín Zapotitlán
San Martín Zapotitlán – miasto na południowym zachodzie Gwatemali, w departamencie Retalhuleu. Według danych szacunkowych z 2002 roku liczba mieszkańców wynosiła 3101 osób. 
San Martín Zapotitlán leży w odległości około 14 km na północny wschód od stolicy departamentu, miasta Retalhuleu.
San Martín Zapotitlán leży na wysokości 505 m n.p.m. u podnóża gór Sierra Madre de Chiapas. Jest to rejon bardzo aktywny sejsmicznie. Niedaleko przebiega przechodzący w poprzek Gwatemali uskok Montagua, oddzielający płytę karaibską od płyty północnoamerykańskiej. Takie położenie sprawia, że trzęsienia ziemi o sile ponad 4 stopni w skali Richtera zdarzają się w każdym miesiącu.

## Gmina San Martín Zapotitlán
Miejscowość jest siedzibą władz gminy o tej samej nazwie, która jest jedną z dziewięciu gmin w departamencie. W 2012 roku gmina liczyła 11 520 mieszkańców.
Gmina jak na warunki Gwatemali jest bardzo mała, a jej powierzchnia obejmuje 24 km². Mieszkańcy gminy utrzymują się głównie z rolnictwa.  Najważniejszymi uprawami są kukurydza, kawy, kakao, ryż, banany  i trzcina cukrowa oraz palczatki służącej do wyrobu Inca Kola.
Klimat gminy jest równikowy, według klasyfikacji Wladimira Köppena, należy do klimatów tropikalnych monsunowych (Am), z wyraźną porą deszczową występującą od maja do października. Średnie roczne opady zawierają się w przedziale pomiędzy 2000 a 4000 mm, natomiast średnia temperatura między 18 a 24 °C. Większość terenu gminy pokryta jest dżunglą.